# Іво фон Трота
Отто Адольф Іво фон Трота (нім. Otto Adolf Ivo von Trotha; 2 вересня 1876, Ессенроде — 27 березня 1957, Крефельд) — німецький воєначальник, генерал-лейтенант вермахту.

## Біографія
Представник давнього саксонського роду спадкових військовиків. Син офіцер Прусської армії. 22 березня 1895 року вступив в Прусську армію. Учасник Першої світової війни. Після демобілізації армії залишений в рейхсвері. 31 січня 1932 року звільнений у відставку.
26 серпня 1939 року переданий в розпорядження вермахту. З 17 вересня 1939 року — заступник командира військового полігону Гросс-Борн генерал-майора Вільгельма Тоферна. З 10 січня 1940 року — командир 432-ї дивізії особливого призначення в Катовицях. Штабу Троти підпорядковувались всі частини земельної оборони в районі. 3 серпня 1942 року відправлений в резерв ОКГ. 31 жовтня 1942 року звільнений у відставку. Після закінчення Другої світової війни присвятив себе пошуку розрізнених представників свого роду.

## Сім'я
19 липня 1904 року одружився з Александрою фон Міхаеліс. 16 липня 1905 року в пари народився перший син, майбутній генерал-майор Іво-Тіло фон Трота.

## Нагороди
- Столітня медаль
- Орден Спасителя, золотий хрест (Грецьке королівство''Курсивний текст''; 1906)
- Князівський орден дому Гогенцоллернів, почесний хрест 3-го класу (1909)
- Орден Корони (Пруссія) 4-го класу (1912)
- Залізний хрест 2-го і 1-го класу
- Орден «За військові заслуги» (Баварія) 4-го класу з мечами
- Орден Альберта (Саксонія), лицарський хрест 1-го класу з мечами
- Орден Фрідріха (Вюртемберг), лицарський хрест 1-го класу з мечами
- Медаль «За відвагу» (Гессен)
- Хрест «За заслуги у війні» (Саксен-Мейнінген)
- Хрест «За військові заслуги» (Австро-Угорщина) 3-го класу з військовою відзнакою
- Галліполійська зірка (Османська імперія)
- Королівський орден дому Гогенцоллернів, лицарський хрест з мечами
- Нагрудний знак «За поранення» в сріблі
- Хрест «За вислугу років» (Пруссія)
- Почесний хрест ветерана війни з мечами
- Хрест Воєнних заслуг 2-го і 1-го класу з мечами